# Ниточка (гра)

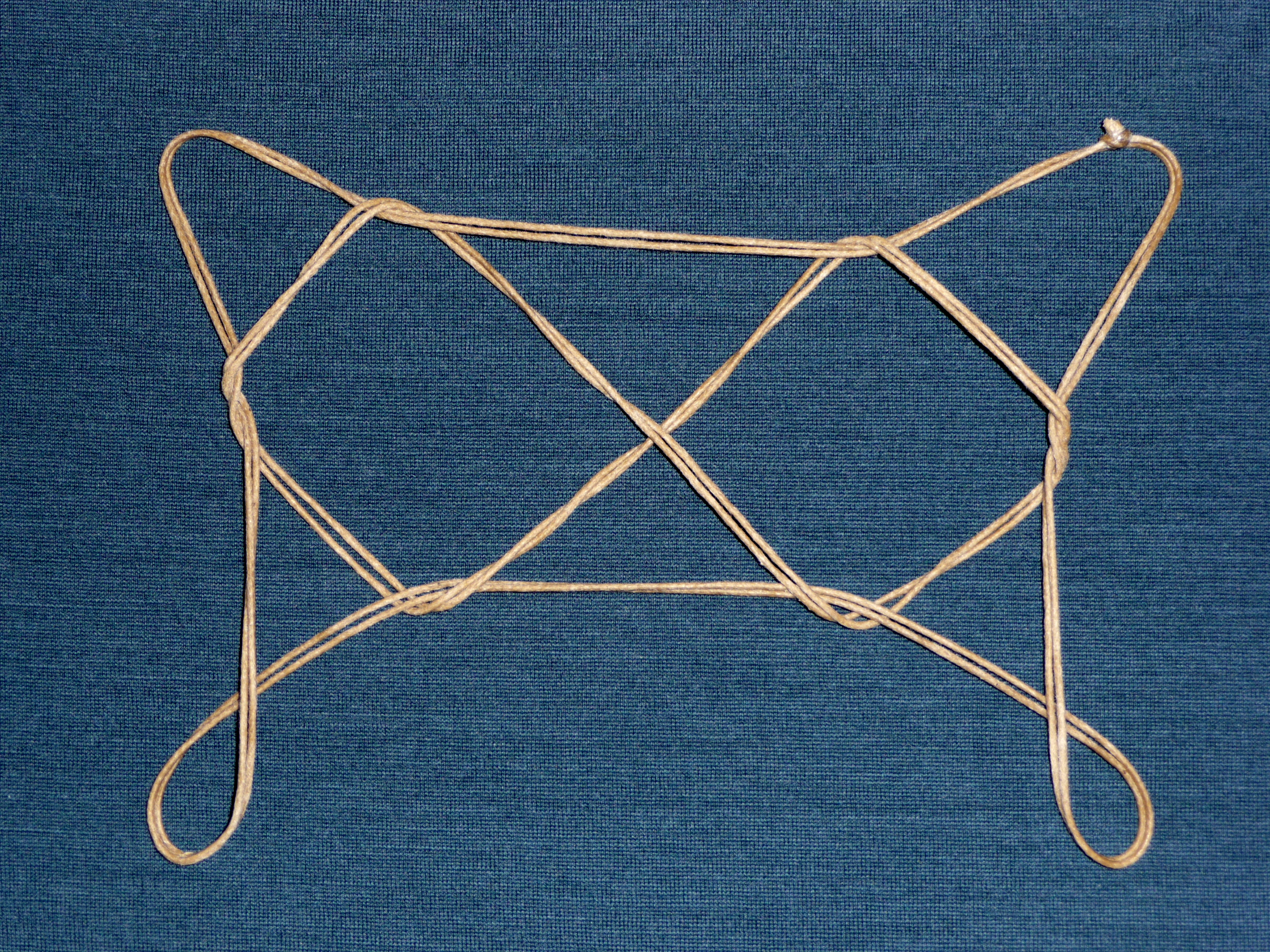
Візерунок Два діаманти

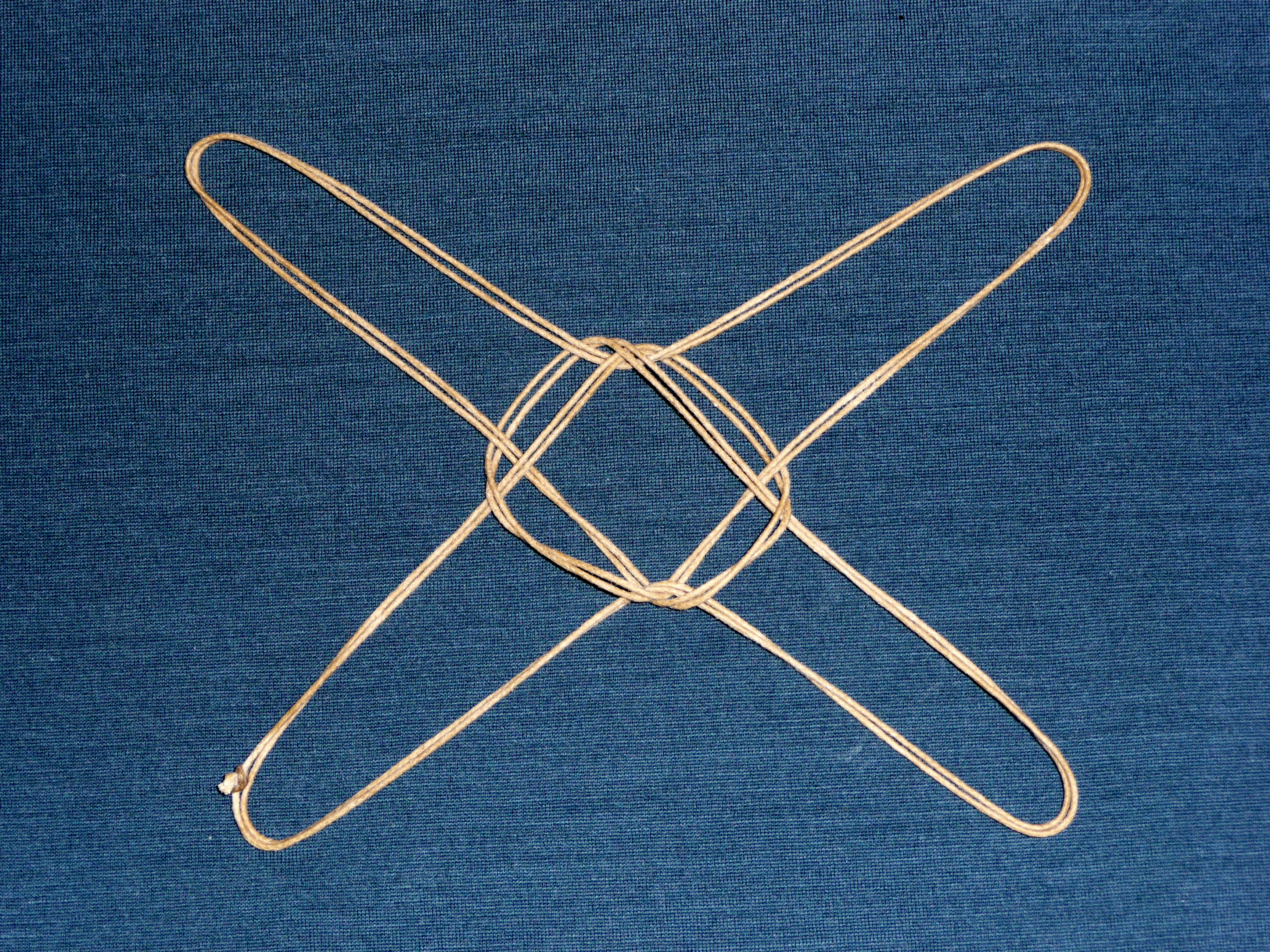
Plinthios Brokhos Геракласа

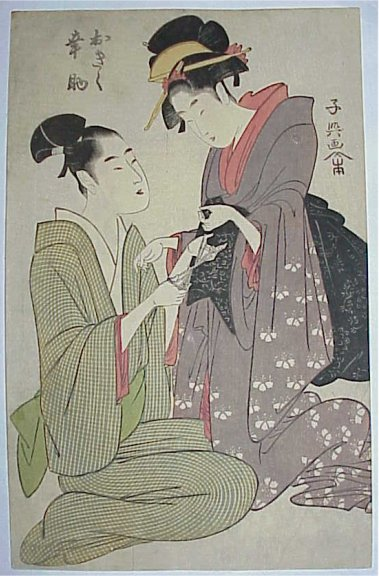
Закохані Окіку і Йосуке грають у мотузочку. Малюнок Ейсьосай Тьокі.

Гра з мотузкою або «гра у мотузку», «мотузочка», «ниточка», «плетиво», «килимчик», «павутиннячко», «фігурки з мотузки» — майстерна гра, у якій ниткою (мотузкою, шнурком), надітою на пальці, утворюють різноманітні візерунки (фігурки). Іноді допомагають зубами, зап’ястям і ступнями.

## Опис гри
У всьому світі існує ціле розмаїття подібних ігор, у які грають одна або кілька людей. У Великій Британії і США гра має назву «cat's cradle» (колиска для киці); у Німеччині — «Hexenspiel» (гра відьми), на Гаваях — hei (з гав. сітка, тенета), на острові Пасха — kai kai, у ескімосів — ajararpoq, індіанців навахо — na-ash-klo (безперервне плетіння),
макассарів з Південного Сулавесі (Індонезія) — toêká-toêká (сходи, драбина).
Серед фігурок, отриманих у ході гри, виділяють драбину Якова, два діаманти, філіжанки з блюдцем, місяць (сонце) у темряві та інші.
Візерунки можуть складатися з окремих частин, створюватися у процесі гри, або навіть з’являються послідовно як різні персонажі під час розповіді історії. У деяких народів фігури використовувались під час ворожіння, щоб передбачити стать майбутньої дитини.
В Україні поширений варіант гри, в якій гравці по черзі знімають один в одного з рук зав'язану в кільце і натягнуту на пальці нитку (мотузку, шнурок) таким чином, щоб вийшов який-небудь симетричний візерунок. Існують певні комбінації і послідовність переходу від одного візерунка до іншого. Мета гри не перемогти суперника; гравців захоплює сам процес плетіння візерунків.

## Історія
Походження гри невідоме. Канадський автор Камілла Ґриські зазначила: «Ми не знаємо, коли люди вперше почали грати у мотузки або які первісні люди винайшли це давнє мистецтво. Що ми знаємо так це те, що всі первісні суспільства мали і використовували нитки для полювання, риболовлі, ткацтва, а також те, що фігурки з ниток мали корінні народи в усьому світі».
Давньогрецький лікар Гераклас (I століття) зробив найбільш ранній відомий нам опис нитяних візерунків у своєму трактаті про хірургічні вузли. Ця робота була передрукована у IV столітті Орібазієм у «Медичному збірнику» (Collectiones medicae). Серед описаних узорів згадується «Plinthios Brokhos», відомий також у австралійських тубільців як «Захмарене сонце». Інуїти робили нитяні фігури, що представляли вимерлого волохатого мамонта.
Фігурки з ниток вивчалися антропологами, наприклад, Францем Боасом (1858-1942), Джеймсом Горнеллом (1865-1949), які намагалися простежити походження і розвиток культур. На їх думку, цим доводилася теорія моногенезу, єдиного походження всіх рас. Мотузочка, імовірно, виникла як розважальна гра у багатьох суспільствах. Приклади були зібрані у Південно-Східній Азії, Японії, Південній Америці, Вест-Індії, на островах Тихого океану, у інуїтів та індіанців. Гра також поширена в Європі та Африці.
У 1906 році американський етнолог Керолайн Фернесс Джейн (1873-1909) видала «Фігурки з нитки і як їх робити», одну з найвідоміших праць, присвячених цій темі.
У 1978 році була створена Міжнародна асоціація гри у мотузку, основною метою якої є збереження і поширення знань про традицію цієї стародавньої гри.